# Martín Sabbatella
Martín Sabbatella (Buenos Aires, 14 de abril de 1970)
es un político argentino, exdiputado nacional por la provincia de Buenos Aires y ex intendente del partido de Morón, entre 1999 y 2009.
Fue fundador del partido local Nuevo Morón, con el que logró la reelección a la municipalidad de Morón en dos oportunidades consecutivas: 2003 y 2007. En septiembre de 2004 lanzó un nuevo partido político: Nuevo Encuentro, con el que se presentó como candidato a diputado nacional en las elecciones legislativas del 28 de junio de 2009. Desde 2009 hasta 2012 se desempeñó como diputado. Desde 2012 se desempeñó como presidente de la Autoridad Federal de Servicios de Comunicación Audiovisual (AFSCA), designado por decreto por la entonces presidente de la Nación Cristina Fernández de Kirchner, hasta el 23 de diciembre de 2015, fecha en que el gobierno de Mauricio Macri intervino el organismo y designó como nuevo titular a Agustín Garzón. En 2015 fue candidato a vicegobernador de la provincia de Buenos Aires, junto a Aníbal Fernández como compañero de fórmula.
Está casado con Mónica Macha,
diputada nacional de la provincia de Buenos Aires por Unidad Ciudadana.

## Trayectoria política

### Inicios
Dio sus primeros pasos en la militancia en la Federación Juvenil Comunista, del Partido Comunista de la Argentina, y en el Centro de Estudiantes de la Escuela Nacional Media Manuel Dorrego. Años más tarde, se desempeñó como secretario del bloque parlamentario local del Frente País Solidario (FREPASO) y como Secretario General de ese partido, del que había sido uno de sus fundadores. Dos años más tarde, asumió como concejal, habiendo accedido a este escaño por la Alianza por el Trabajo, la Justicia y la Educación, coalición conformada por el FREPASO y la Unión Cívica Radical, entre otras fuerzas políticas. Como concejal, presidió la Comisión Investigadora que desplazó de su cargo al intendente Juan Carlos Rousselot, acusado de malversación de fondos públicos.

### Intendente de Morón (1999-2009)
En 1999 se postuló como candidato a intendente de Morón por la Alianza y se impuso en las urnas. Asumió por primera vez la intendencia el 10 de diciembre de 1999, a los 29 años de edad, convirtiéndose en el jefe comunal más joven de la provincia de Buenos Aires.
En 2002 fundó su propio partido, denominado Nuevo Morón, con el que fue candidato en septiembre de 2003 para un nuevo período como intendente. Obtuvo el 52,7 % de los votos, a pesar de que solo presentó candidaturas locales. 
El 1 de julio de 2003, el diario estadounidense The Wall Street Journal, publicó un artículo titulado «Una lucha en solitario contra la corrupción en Argentina» y en él caracterizó a Sabbatella como un político latinoamericano transparente.
Más tarde, el 14 de septiembre de 2004, fundó en Morón un nuevo partido, el Encuentro por la Democracia y la Equidad (EDE). Se ha señalado que, si bien se presentaba como un partido independiente, hacia fines de 2005 «su cercanía con Hermes Binner era recogida en los medios de modo tal que casi se desdibujaba su autonomía»,no definiéndose él mismo como opositor ni como oficialista respecto al Gobierno nacional, habiendo por esa época Sabbatella convocado a votar en blanco en cargos por fuera del nivel municipal.
Según una encuesta de 2004, en Morón se lo asociaba a todas las ideologías:
- «centroizquierda» (20,7 %);
- «centro» (18,3 %);
- «derecha» (17,4 %);
- «izquierda» (9,2 %);
- «centroderecha» (6,3 %).[13]

Pese a esta pluralidad de opiniones en el electorado, el mismo Sabbatella, ese mismo año, se definió como de centroizquierda, calificando su propuesta como una nueva alternativa progresista, y declarando que su modelo era el del Frente Amplio uruguayo. En la misma nota apoyaba la "voluntad de cambiar" que veía en el presidente Néstor Kirchner, pero marcando su desconfianza hacia el Partido Justicialista.Ya en junio de 2009 profundizó su acercamiento al kirchnerismo, declarando que Néstor Kirchner y Raúl Alfonsín «fueron los mejores presidentes de la democracia».
Manifestó también su apoyo a la continuación de la política de Gobierno de Néstor Kirchner en su esposa en las elecciones presidenciales de 2011:

Nosotros tenemos la firme decisión de acompañarla (a Cristina Fernández de Kirchner), siempre y cuando ella defina su candidatura (presidencial), algo que aún no ha hecho. Y vamos a hacerlo en cualquier escenario y con cualquier ingeniería electoral. Luego, en términos provinciales y municipales, tendremos nuestra propia propuesta, que aún se está armando.

Consecuentemente con estas definiciones, creó la Casa de la Memoria y la Vida, emplazada en el predio donde había funcionado el centro clandestino de detención Mansión Seré. También impulsó políticas públicas de inclusión y participación ciudadana, entre ellas el Presupuesto Participativo, la Oficina Anticorrupción y la Oficina de Acceso a la Información Pública.
Fue elegido secretario ejecutivo de la Red de Mercociudades para el período 2006/2008, en una asamblea que tuvo lugar en Brasil en noviembre de 2006, de la que participaron representantes de 160 ciudades.
A partir de 2007, en su carácter de Intendente de Morón, fue coordinador del Comité de los Municipios del Foro Consultivo de Municipios, Estados Federados, Provincias y Departamentos del Mercosur, creado en el marco de la 31.º Cumbre de Jefes de Estado del Mercosur, realizada en Río de Janeiro (Brasil), en enero del mismo año. El Foro Consultivo supone la efectiva incorporación de las ciudades sudamericanas y de los gobiernos locales en el seno de la estructura institucional del Mercosur.
En septiembre de 2008, fue uno de los 100 dirigentes de la vida política nacional y del Mercosur postulados al Premio Konex un «Diploma al mérito»  junto a otras instituciones, comunidades y empresas argentinas. Había sido nominado en la categoría "Administradores Públicos, pero el premio recayó en Hermes Binner, quedando Sabbatella relegado al Diploma de Honor, compartido con Alberto Abad, Eduardo Charreau, Omar Perotti y Ricardo José Ubieto.
En 2010 la ONG Poder Ciudadano ―sección local de Transparency International― mencionó al municipio de Morón y a las gestiones de Martín Sabbatella y Lucas Ghi como un ejemplo en materia de políticas de «transparencia» y «lucha contra la corrupción».

### Diputado nacional (2009-2012)
Para las elecciones legislativas del 28 de junio de 2009, se postuló como candidato a diputado nacional por la provincia de Buenos Aires, en la lista del Nuevo Encuentro. Obtuvo un 5,56 % de votos en el total de la provincia,
lo que le permitió asegurar dos bancas, la suya y la de Graciela Iturraspe. En el municipio de Morón, obtuvo un 39,20% de los votos. Al día siguiente reasumió como intendente de Morón, cargo al que renunció en diciembre para ocupar su banca de diputado. Presentó, entre otros proyectos de ley en la Cámara de Diputados un proyecto para garantizar el derecho al Libre Acceso a la Información Pública, que recogía los aportes de diversas organizaciones de la sociedad civil especializadas en el tema, entre ellos representantes de Poder Ciudadano, el Centro de Estudios Legales y Sociales (CELS), la Asociación por los Derechos Civiles (ADC), el Foro de Periodismo Argentino (FOPEA), la Asociación Civil por la Igualdad y la Justicia (ACIJ).

### Presidente de la Autoridad Federal de Servicios de Comunicación Audiovisual (2012-2015)

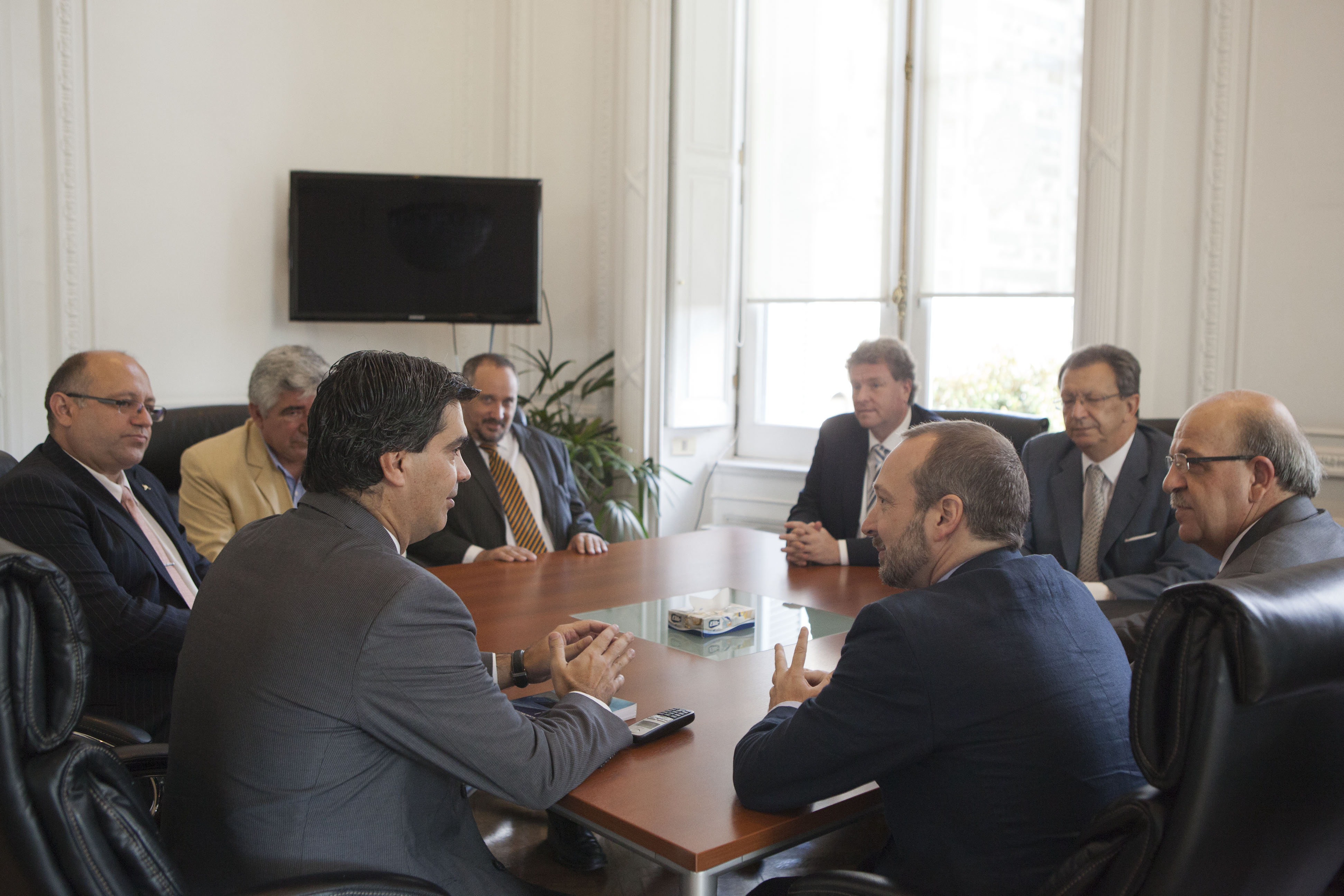
Reunión de directivos del AFSCA con el jefe de Gabinete Jorge Capitanich en la Casa Rosada en 2013.

El 1 de octubre de 2012 fue designado por Cristina Fernández de Kirchner al frente de la Autoridad Federal de Servicios de Comunicación Audiovisual (AFSCA),
que tiene a su cargo el cumplimiento integral de la Ley de Servicios de Comunicación Audiovisual.
Recibió el apoyo de varias oenegés, referentes de organizaciones sociales, políticas y de diversas personalidades.
El 1 de octubre del mismo año, Cristina Fernández de Kirchner ratificó mediante un decreto la designación de Sabbatella al frente del AFSCA. A través del Afsca junto con la empresa Arsat se construyó 15.453 kilómetros de la Red Troncal de Fibra Óptica, adquirió otros 4494 kilómetros de ductos a las empresas Silica, Giga Red y Global Crossing, y firmó convenios con las compañías telefónicas para sumar otros 8305 kilómetros a partir de intercambios. En total la red alcanzó una extensión de 28.252 kilómetros, a lo que se sumarían las redes provinciales en construcción, financiadas con fondos del gobierno nacional. Hasta 2014 se instaló el 79,3 % de los 19.480 km proyectados en las distintas regiones en las que se dividió al país para la implementación del plan. se concedieron 1000 nuevas licencias de radio y televisión, y se crearon cerca de 100 000 puestos de trabajo. Otros aspectos que resaltan son la aparición de varios nuevos diarios de alcance nacional. Se llevó a cabo la migración hacia la televisión digital abierta y esto, junto a la nueva ley de medios audiovisuales, dio como resultado la multiplicación de la cantidad de señales audiovisuales,
El 23 de diciembre de 2015, el flamante presidente Mauricio Macri dispuso intervenir la Autoridad Federal de Servicios de Comunicación Audiovisual (AFSCA). El ministro de Comunicaciones, Oscar Aguad, dio a conocer la medida mediante una conferencia de prensa y justificó la medida diciendo que las autoridades de la AFSCA habían cometido un acto de «rebelión» y que su presidente Martín Sabbatella era un «militante político».De esta manera justificó su decisión de reemplazarlo provisoriamente por otro militante, Agustín Garzón, integrante de Jóvenes PRO. Una semana después se modificó la Ley 26522, disponiéndose la fusión de la AFSCA y la AFTIC en la Ente Nacional de Comunicaciones, que quedó a cargo de Miguel de Godoy.

#### Aplicación de la Ley de Servicios de Comunicación Audiovisual

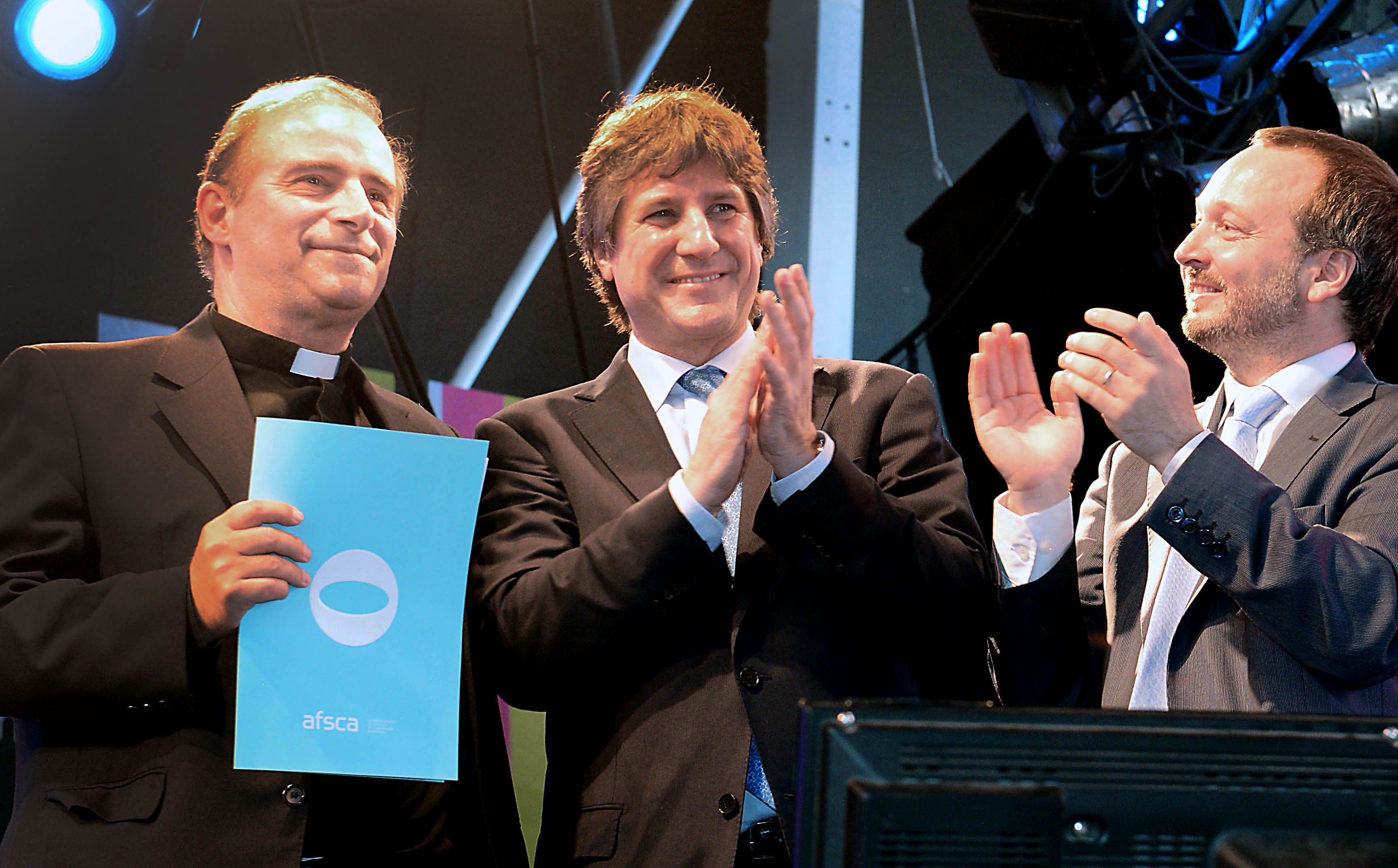
Junto al vicepresidente Amado Boudou en el acto por el cuarto aniversario de la Ley de Medios en Tecnópolis.

El 14 de noviembre de 2012, en su condición de titular de la Autoridad Federal de Servicios de Comunicación Audiovisual (AFSCA), Sabbatella brindó una conferencia de prensa en la que dio detalles sobre la aplicación de la Ley de Servicios de Comunicación Audiovisual. Durante la conferencia, detalló que quienes estaban incumpliendo la Ley de Medios en ese momento eran los grupos Grupo Clarín, Uno, Cadena 3, Pampa Difusora, ICK, Prisa, DirecTV, Telefe, Cadena Eco, C5N, Telecentro, Indalo, Radiodifusión Cero, Red Intercable y Radiovisión Jujuy, además de un determinado número de otras empresas que figuraban bajo los nombres de «Schroeder» en Neuquén, «Alejandro Tirachini», «Jorge Nemesio» y «Roberto Ferraris». En tanto la mayoría de estos grupos o empresas ya había presentado planes de desinversión voluntaria. Los que no lo habían hecho, no obstante, expresaban su voluntad de hacerlo hasta la fecha indicada por la Corte Suprema, con excepción del Grupo Clarín. También explicó que hasta el 7 de diciembre los mencionados grupos empresarios podrían presentar sus planes de «adecuación voluntaria», y que, pasada dicha fecha, el AFSCA abriría el proceso de tasación de las licencias de aquellos grupos que no hubieran presentado sus planes en tiempo y forma.
El Gobierno ya venía haciendo una fuerte campaña publicitaria sobre esa fecha a la que llamaban "el 7D", había ordenado la producción de merchandising con esa inscripción "7D" para sus militantes y hasta organizó un festival musical para días después en el que actuarían conocidos artista populares "festejando" el inicio de la aplicación plena de la ley.
Los planes del Gobierno quedaron sin efecto un día antes de la fecha prevista, el 6 de diciembre de 2012, cuando un nuevo fallo de la Justicia extendió la medida cautelar que mantenía suspendido el artículo 161 de la Ley de Medios «hasta que se dicte una sentencia definitiva en la causa». El 29 de octubre de 2013, la Corte Suprema de Justicia dictó el primer fallo que puede considerarse "definitivo". En el mismo determinó la constitucionalidad de la ley, pero mantuvo silencio respecto a los requisitos que debían cumplir los grupos mediáticos para sus planes de desinversión, por no haber integrado la litis este punto en particular. Esta falta de definición motivó nuevos planteos y medidas cautelares que continuaron impidiendo la aplicación plena de la ley. 
El 4 de enero de 2016, la ley fue modificada por un decreto del presidente Mauricio Macri.La modificación alcanzó los puntos centrales, como los artículos que regulaban la venta de licencias, fijaban topes a la cantidad de las mismas que puede poseer un grupo de medios y establecían restricciones a la propiedad privada, Se creó el Ente Nacional de Comunicaciones (ENACOM) en reemplazo de la Autoridad Federal de Servicios de Comunicación Audiovisual (AFSCA) y la Autoridad Federal de Tecnologías de la Información y las Comunicaciones (AFTIC), y se introdujeron varios cambios en la Ley 26.522. Se modificó el artículo 41 permitiendo la venta de medios audiovisuales y facilitando la integración de cadenas de privadas de medios. También se modificó el artículo 45, permitiendo la propiedad cruzada de medios de televisión por cable y abierta, se eliminaron los topes a la cantidad de ciudades en las que podía operar una misma empresa de televisión por cable, y se permite a los licenciatarios pedir la extensión de sus licencias por 10 años, sin importar la fecha actual de vencimiento. Por último, se permitió a las empresas de telefonía fija y móvil acceder al mercado de la televisión paga.
Estas modificaciones fueron finalmente confirmadas por Ley del Congreso el 6 de abril de 2016, con el voto de todos los legisladores de Cambiemos más el apoyo de distintos sectores del peronismo, como los que respondían a José Manuel de la Sota y a Sergio Massa. El 8 de abril de 2016 un grupo de expertos en políticas de comunicación, representantes de instituciones académicas, de medios de comunicación comunitarios, cooperativos y comerciales, la Coalición por una Comunicación Democrática y el Centro de Estudios Legales y Sociales (CELS),  se presentaron en una audiencia frente a la Comisión Interamericana de Derechos Humanos, de la que también participaron representantes del Estado, elevando un petitorio  en relación con las consecuencias de los decretos presidenciales de 2015 que habían modificado la LSCA. La reunión de la OEA, con intervención del CIDH se realizó el 8 de abril de 2016, dos días después de que todo lo obrado por decreto fuera convalidado por ley del Congreso y, más allá de darse una duro debate entre representantes del gobierno y la oposición, no hubo ninguna medida tomada por parte de los organismos internacionales.
En julio de 2017, el caso llegó a la Corte Suprema, mediante un amparo de una radioemisora llamada "FM En Tránsito" en el que le exigía a la Justicia la adjudicación de la licencia que había sido revocada por el decreto de creación del ENACOM. Se pretendía de esta manera obligar a la Corte a pronunciarse sobre la constitucionalidad del decreto.No obstante, la Corte falló a favor de FM En Tránsito otorgándole la licencia por considerar que tenía un derecho adquirido pero, al mismo tiempo, declaró abstracta la cuestión sobre la constitucionalidad del decreto impugnado, toda vez que el mismo había sido ratificado en legal forma por el Poder Legislativo.

Así, diez años después de su sanción, quedaba muy poco en pie del proyecto original de la Ley de Medios. El candidato a presidente Alberto Fernández, que había sido uno de los pocos miembros del kirchnerismo que se habían opuesto a la ley, argumentó en una nota con Tiempo Argentino que el fracaso de la iniciativa se debió a que las organizaciones sin fines de lucro no deben manejar proyectos comerciales:
Si el Grupo Clarín, como consecuencia de esto, tiene alguna posición dominante o alguna posición para-monopólica o cuasi-monopólica, se resuelve con las leyes de Defensa de la Competencia y de Defensa del Consumidor. Y esas son las leyes que tenemos que utilizar para ver si el Grupo Clarín incumple algunas de esas cosas. Pero no se resuelve eso con la ley de Medios. La Ley de Medios puede ser una gran herramienta si es que queremos multiplicar voces, y si queremos promover algo que, recuerdo, en esencia es un negocio. Porque ese fue uno de los errores de la Ley. Cuando la Ley dice que un tercio del espectro debe estar en manos de ONGs y de entidades sin fines de lucro. Porque no podés dejar en manos de una entidad sin fines de lucro un proyecto comercial. No es posible eso. (...)
El error es pensar que puede una ONG tener una radio y competir con una radio que tiene una capacidad de contratación de locutores, de periodistas, de músicos, infinitamente mayor. Porque entonces nosotros creamos dos radios pero hay una que concentra la atención del público. Eso es el resultado de no advertir que los medios de comunicación son negocios. En la sociedad moderna son un negocio. (...) La ley de Medios no sirvió para aquello que quería servir.
Alberto Fernández, 26 de mayo de 2019.

### Candidato a vicegobernador de la provincia de Buenos Aires
Para las elecciones de diciembre de 2015, se postuló como candidato a vicegobernador de la provincia de Buenos Aires, secundando a Aníbal Fernández, en la lista del Frente para la Victoria. Estas elecciones fueron ganadas por María Eugenia Vidal del PRO.
En esas mismas elecciones, Nuevo Encuentro perdió la intendencia de Morón. Desde ese momento, no volvió a ocupar ningún cargo electivo.

### Denuncias y condena penal
Durante su gestión en AFSCA fue denunciado, por el fiscal Juan Manuel Pettigiani con base en un artículo de Clarín en el que se denunciaba que 80 empleados del AFSCA durante su gestión tenían descuentos de hasta el 8 % de su sueldo como "aporte partidario" a Nuevo Encuentro, la fuerza política encabezada por Sabbatella. Más allá de la denuncia periodística, el descuento fue expresamente reconocido por el apoderado de la fuerza, Damián Toppino, quien manifestó que habían sido los mismos empleados quienes habían solicitado voluntariamente esos descuentos, agregando que “es una forma legítima y transparente de financiamiento” político.  Sabbatella fue sobreseído por el juez Sebastián Casanello llegó a la conclusión de inexistencia de delito. Este fallo fue ratificado por la sala I de la Cámara Federal en junio de 2016.
También fue acusado por la diputada Silvana Giudici realizar persecución política tanto dentro del organismo como con las funciones del organismo
El 3 de marzo de 2020 fue condenado a 6 meses de prisión en suspenso por abuso de autoridad en la aplicación de la Ley de Medios. También fue  inhabilitado para ejercer cargos públicos durante un año. La condena quedó firme en junio de 2021 por la Cámara Federal de Casación. En la indagatoria que se le tomó en la misma causa, el día 1° de octubre de 2018, había declarado ante el Juez Luis Rodríguez, a cargo del Juzgado Federal Nro. 9, tener "estudios secundarios incompletos" admitiendo así que eran falsas sus numerosas declaraciones en las que decía sentirse orgulloso de ser egresado de la escuela pública, y puntualmente del Colegio Manuel Dorrego de Morón. Pudo establecerse que si bien cursó durante un tiempo en esa institución, nunca obtuvo el título.